# Museo Educativo Gama D'Eça

El Museo Educativo Gama D'Eça está situado en el centro de Santa Maria, Rio Grande do Sul, Brasil. En la Rua do Acampamento, 81. El calendario de visitas al Museo es de lunes a viernes de 8 a 12 y de 13 a 17h.

## Edificio
3

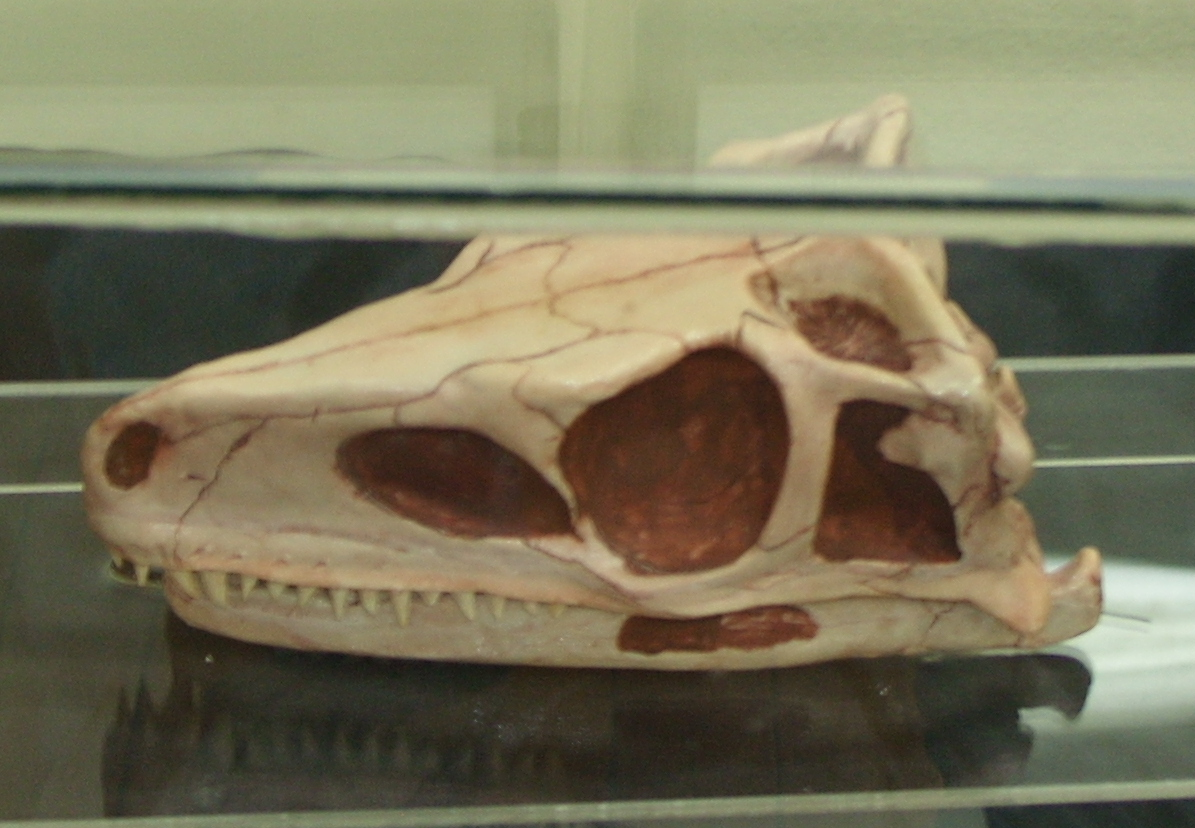
Réplica del cráneo, el primer dinosaurio brasileño el Staurikosaurus, que se encuentra en Santa Maria.

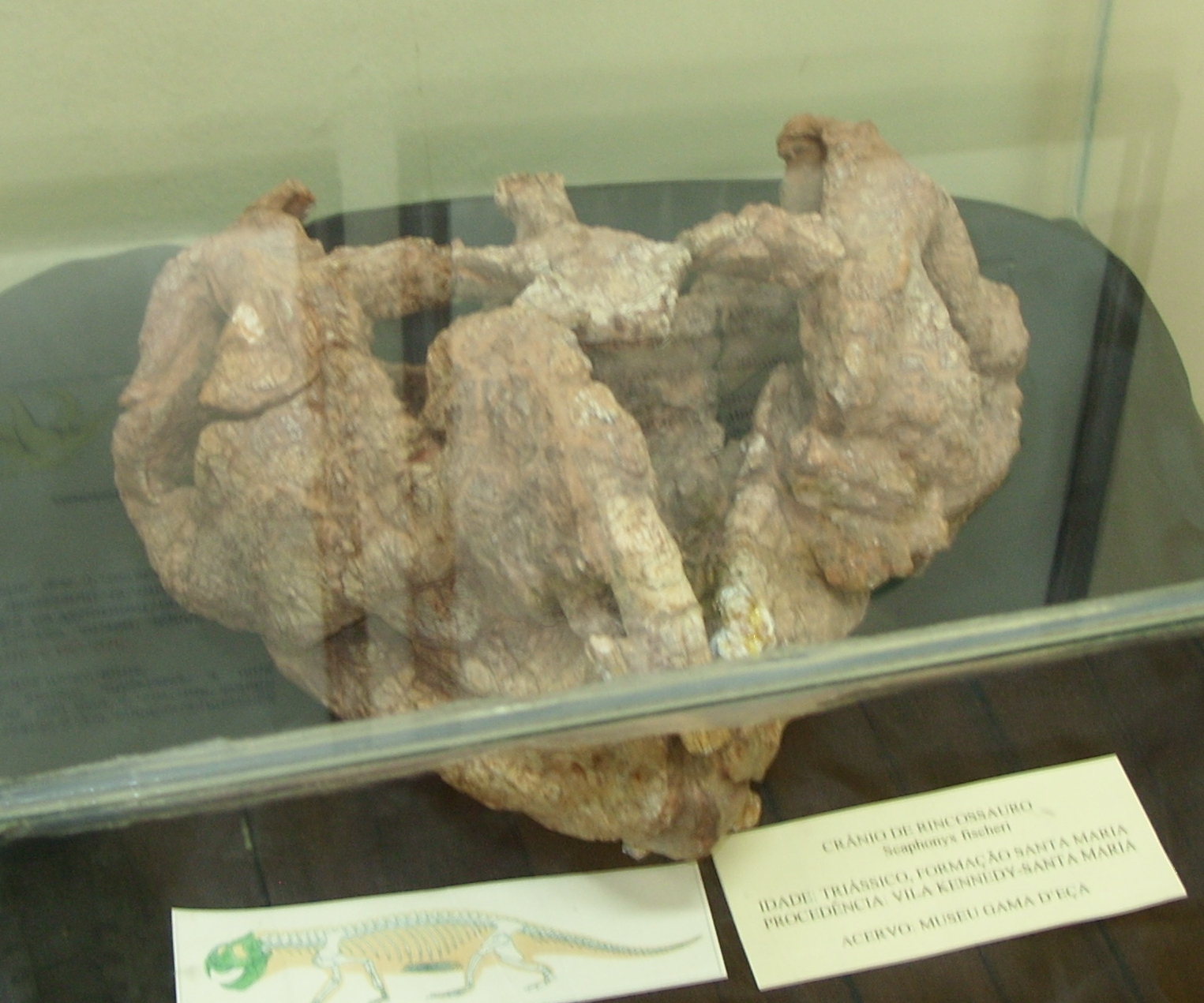
Cráneo de un Rincosaurio encuentra en Santa Maria.

El edificio fue construido en 1913 por el Dr Astrogildo Cesar de Azevedo. Esta casa fue diseñada por el arquitecto y el alemán Theodor Viederspalm las obras de construcción acompañado por el ingeniero Henry Schultz. El imponente edificio ocupa una superficie de 533,80 metros cuadrados, divididos entre sus dos plantas.

## Símbolo del Museo

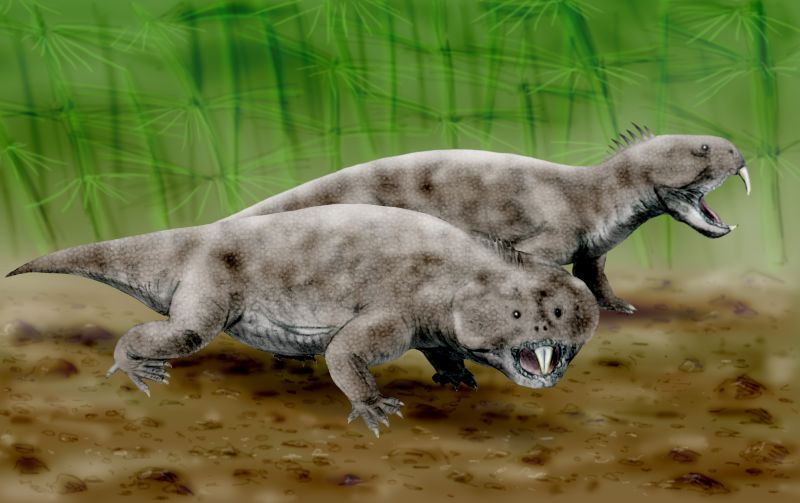
Rincosaurio.

Fue elegido como un símbolo del Museo Rincosaurio Scaphonyx fischeri, porque a través de este reptil, en primer lugar se encuentra en Santa Maria, en 1902 por el santa mariense Dr Jango Fischer, el distinguido Inglés paleontólogo Arthur Smith Woodward determinó la edad de la Formación Santa María de la fecha Era Mesozoica, período Triásico Superior (alrededor de doscientos veinte millones de años). El nombre Scaphonyx Fischer fue dado en honor de su descubridor. Esto dio la iniciativa a estudio geoparque de paleorrota.

## Patrono del Museo
GAMA d'EÇA, José Maria Coelho da Gama Lobo d'Eça, el barón de Saican, nació en el marco de Alagoinha, Ilha de Santa Catarina, el 15 de septiembre de 1793. Hijo del General de Brigada José Coelho da Gama Lobo d'Eça y D. Elisa Joaquina da Conceicao Coimbra. Para los foros de nobleza cuadrado construido en el Reglamento bajo el mando de su padre, como un cadete a los 5 años de edad, en 15 años participó en la campaña como teniente cisplatino, a los 17 asumió el mando del coronel de la Empresa Granadero y las milicias que operan en Misiones . Llegó a Santa Maria, ordenada por el Vizconde de Castro, a fin de establecer su sede aquí.